# Kominiarskie Siodło
Kominiarskie Siodło – dość głęboka przełęcz ponad Doliną Lejową w polskich Tatrach Zachodnich, pomiędzy Wierchem Spalenisko (1324 m) a Diablińcem (1241 m) wysuniętym od zachodu do Doliny Lejowej. Stoki południowe spod przełęczy opadają do Lejowego Potoku w górnej części Doliny Lejowej. Stoki północne opadają natomiast do jej dolnej części. Spływa nimi spod przełęczy dopływ Lejowego Potoku, a u ich podnóża znajduje się polana Huty Lejowe.
Kominiarskie Siodło jest całkowicie porośnięte lasem i nie prowadzi nim żaden szlak turystyczny.